# Walej Nabiullin
Walej Gabiejewicz Nabiullin (ros. Валей Габеевич Набиуллин, baszk. Вәли Ғәбей улы Нәбиуллин, ur. 16 kwietnia 1914 we wsi Staro-Kuczerbajewo w guberni ufijskiej, zm. 25 grudnia 1982 w Ufie) – radziecki i baszkirski polityk, przewodniczący Rady Ministrów Baszkirskiej ASRR (1951-1962).
W 1933 ukończył technikum rolnicze i został agronomem i nauczycielem w technikum rolniczym w Baszkirskiej ASRR. W latach 1938–1938 agronom i dyrektor rejonowej rolniczej stanicy młodzieży przy rejonowym komitecie Komsomołu, agronom rejonowego oddziału rolniczego w Ufie, starszy agronom stanicy maszynowo-traktorowej, od 1939 w WKP(b). Od 1938 sekretarz i III sekretarz Baszkirskiego Komitetu Obwodowego Komsomołu, 1939-1947 przewodniczący Rady Najwyższej Baszkirskiej ASRR, 1940-1943 I sekretarz Baszkirskiego Komitetu Obwodowego Komsomołu, 1943-1945 sekretarz, następnie zastępca sekretarza Baszkirskiego Komitetu Obwodowego WKP(b) ds. hodowli. Od 1945 I zastępca ludowego komisarza rolnictwa Baszkirskiej ASRR, a od 1946 minister hodowli Baszkirskiej ASRR, 1946-1949 słuchacz Wyższej Szkoły Partyjnej przy KC WKP(b). Od 1949 do kwietnia 1951 minister gospodarki rolnej Baszkirskiej ASRR, następnie do lutego 1962 przewodniczący Rady Ministrów Baszkirskiej ASRR, 1962-1971 szef Kombinatu Leśno-Zaopatrzeniowego "Baszles". Odznaczony Orderem Lenina i Orderem Czerwonego Sztandaru Pracy.